# Yorkshire Dales

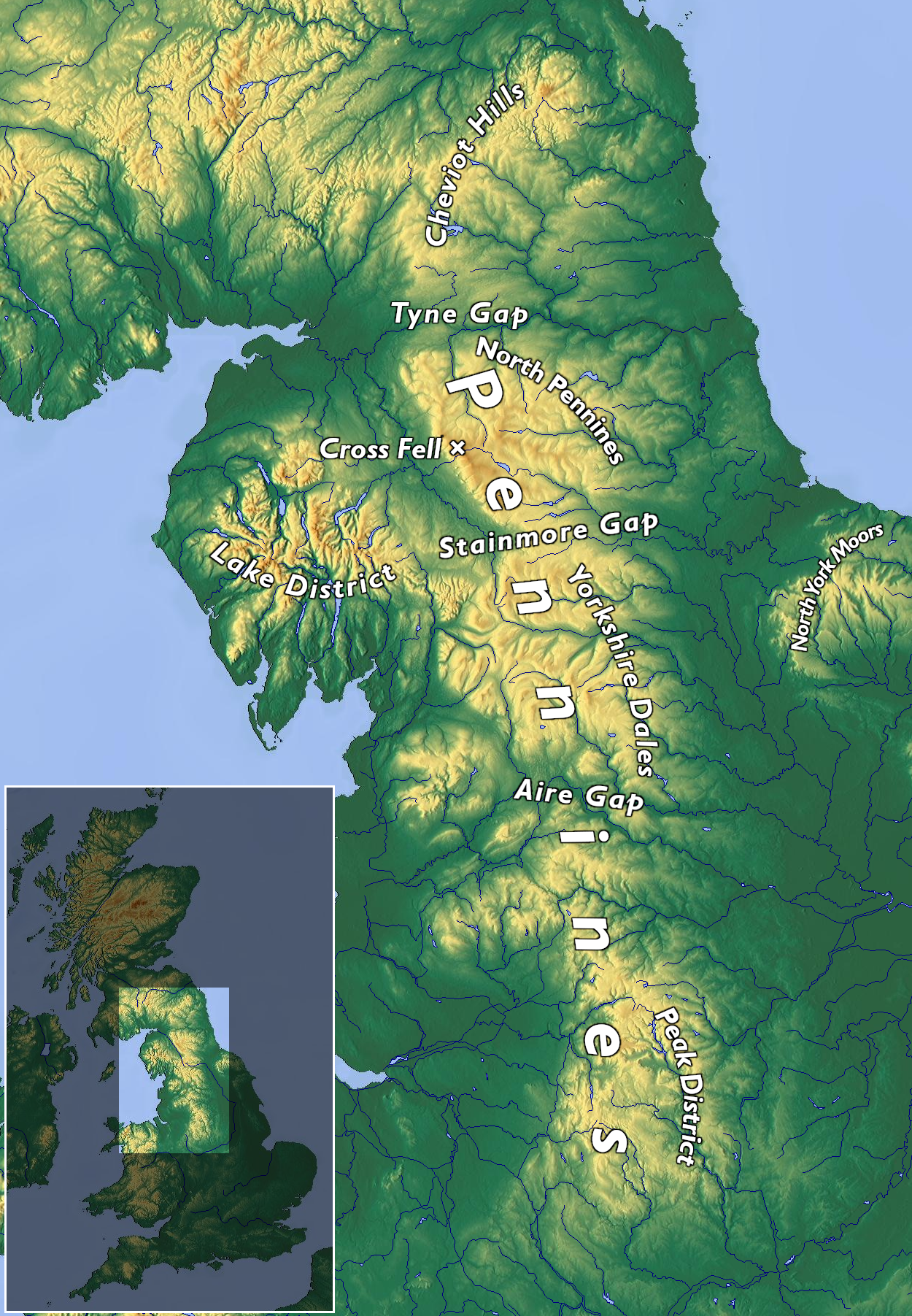
Lage der Yorkshire Dales innerhalb der Pennines

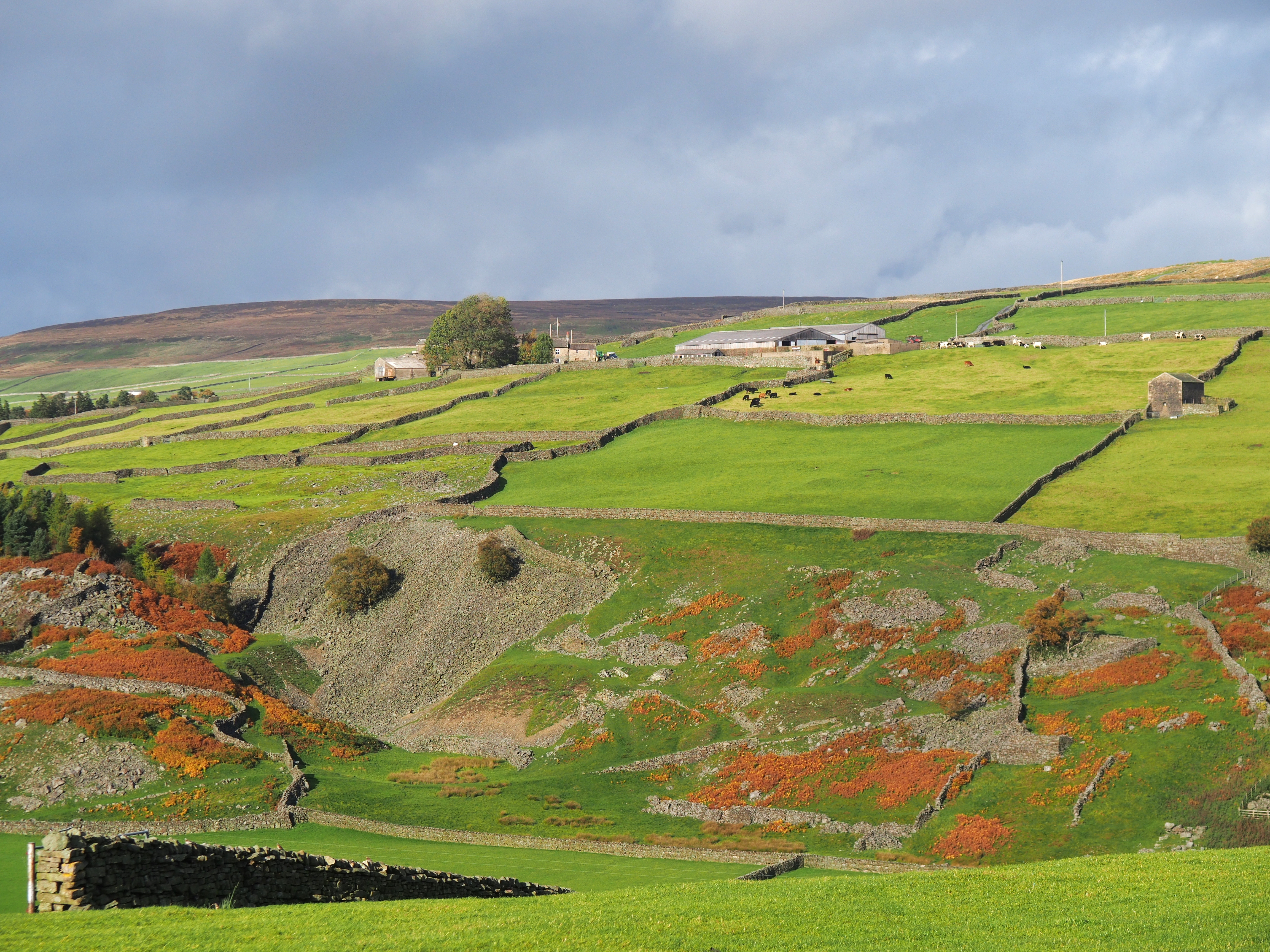
Charakteristisch für die Yorkshire Dales sind das felsig-karge, offene Hügelland und die von Trockenmauern eingefassten Flurstücke. In Talnähe ist Weideland, weiter oben moorland (links im Hintergrund und rechts oben am Bildrand).

Als Yorkshire Dales, lokal die Dales, werden die Flusstäler im mittleren Teil des Gebirgszuges der Pennines in Nord-England zusammengefasst. Sie bilden mit den dazwischenliegenden Höhenrücken eine ländliche, dünn besiedelte Region in den nordenglischen Grafschaften North Yorkshire, West Yorkshire und Cumbria. Die Yorkshire Dales im engeren Sinne sind die Täler nördlich des Flusses Wharfe.

## Name
Die Dales haben ihren Namen vom dänischen Wort dale (= Tal).
Die meisten der Dales sind nach dem hindurchfließenden Fluss benannt (Swale → Swaledale) oder umgekehrt (Deepdale → Deepdale Beck). Bekannteste Ausnahme ist Wensleydale, das nach dem Dorf Wensley benannt ist und vom River Ure durchflossen wird.

## Geografie
Die Dales sind 'U'- oder 'V'-förmige Täler, geformt von Gletschern vor allem der jüngsten Kaltzeit. Das Gebirge besteht zum größten Teil aus Kalksteinarten und zeigt ausgeprägte Karstformen wie Höhlen, Schluchten, Flussversinkungen (die bekannteste ist Gaping Gill) und ausgedehnte, zerfurchte Felsflächen.
Das Gebiet der Dales wird von der Hauptwasserscheide Englands durchschnitten, die dem Kamm der Pennines folgt. Auf diesem Kamm liegen in mehr als 700 m ASL die höchsten Gipfel der Yorkshire Dales sowie Yorkshires überhaupt. Die höchste Erhebung auf dem Kamm ist Whernside, gefolgt von Ingleborough und Great Shunner Fell. Die meisten Dales entwässern nach Osten zur Nordsee, einige nach Westen zur Irischen See.
Geprägt wird das Landschaftsbild der Dales von durch Trockenmauern getrennten Viehweiden. Sie bieten nahrhaftes Gras und befinden sich hauptsächlich in den Tallagen, während in den höheren Lagen eine als moorland bezeichnete Vegetationsform vorherrscht: karges, von Farn, Hartgräsern und Heidekraut bewachsenes Land, in dem zahlreiche Wildtiere wie etwa das Moorschneehuhn Lebensraum finden, aber auch Schafe gehalten werden.

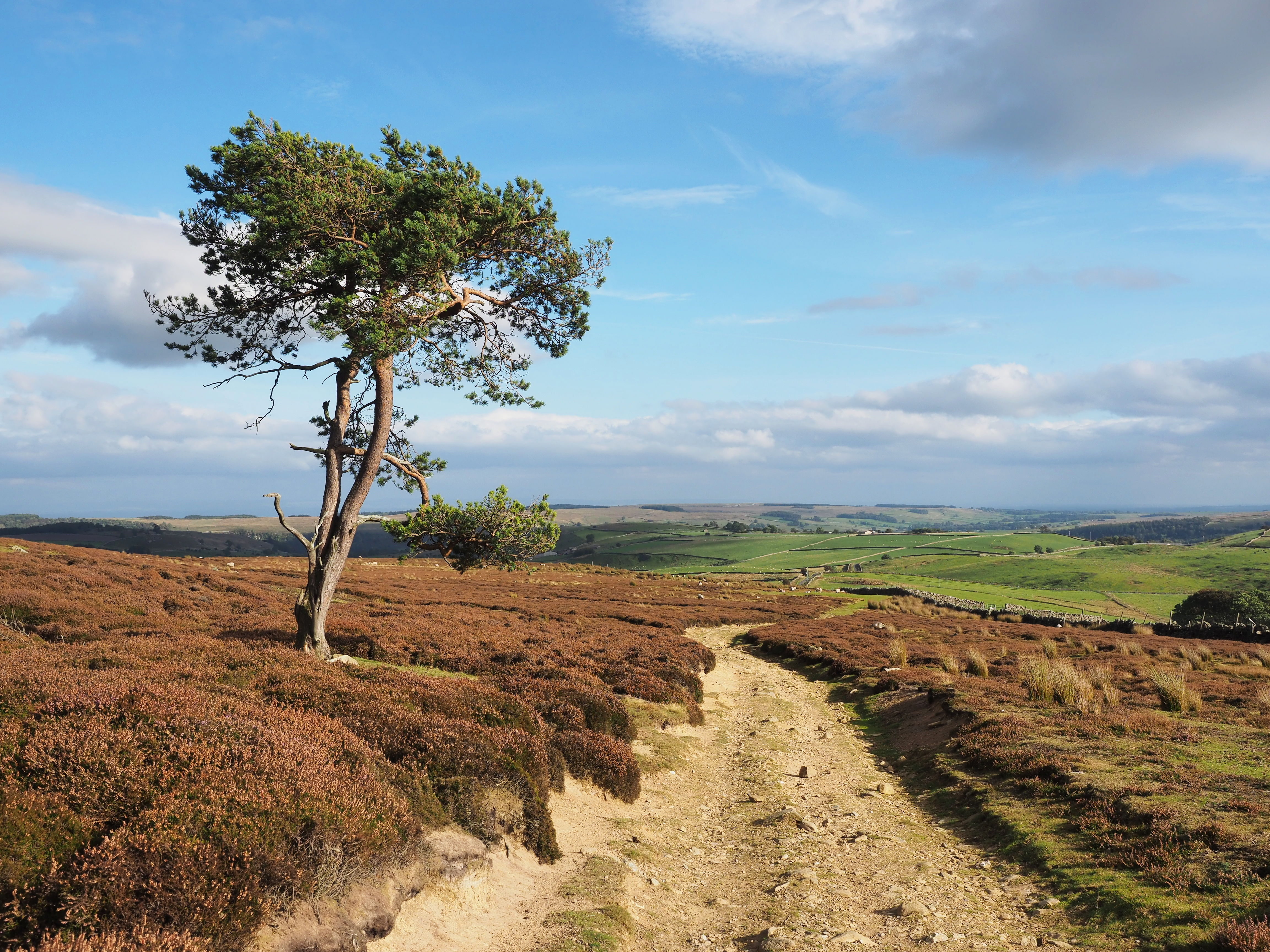
Ein kleiner Fahrweg durchs „wilde“ moorland führt dem weiter hinten liegenden Kulturland entgegen.
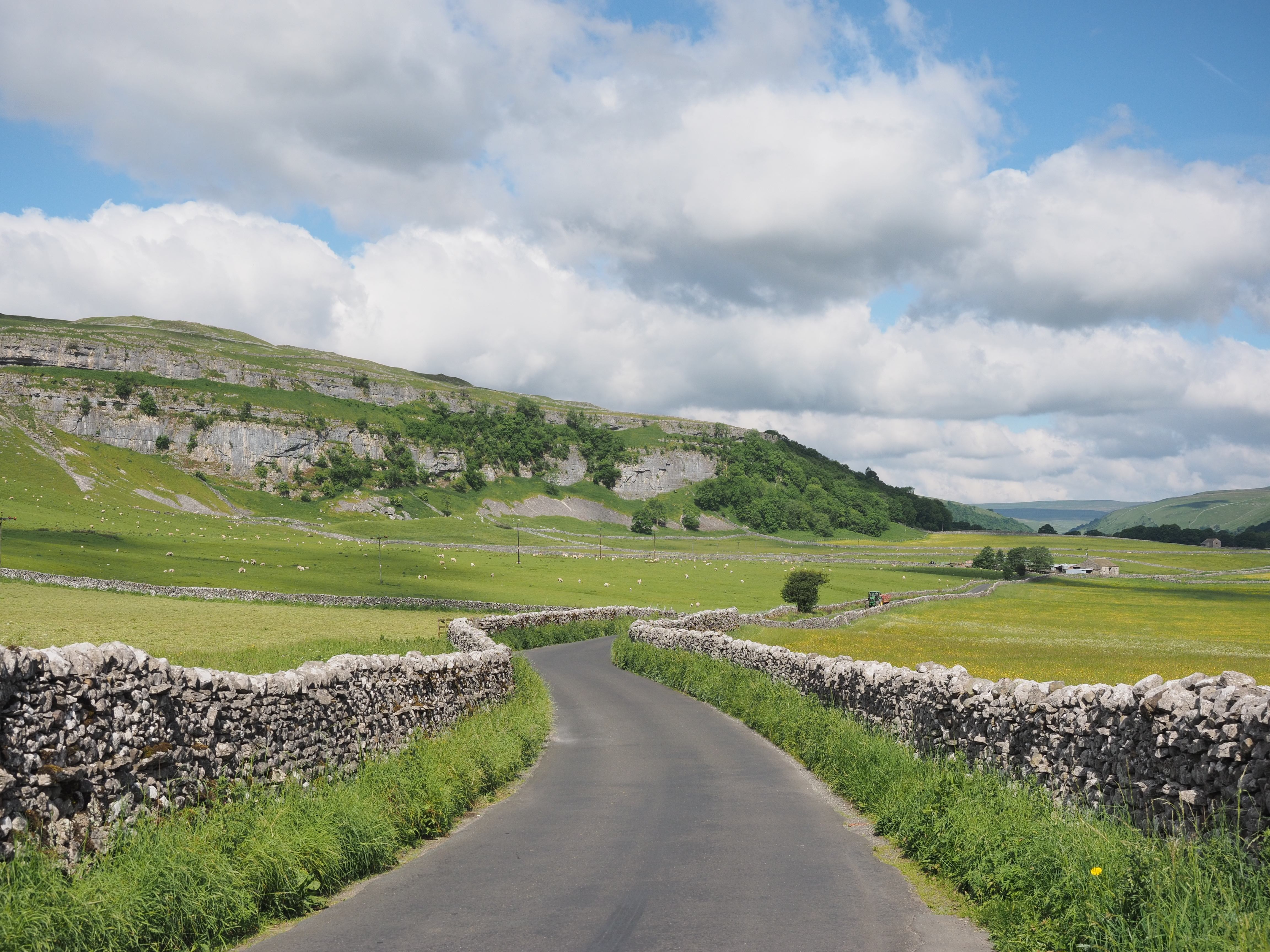
Straße durch Littondale
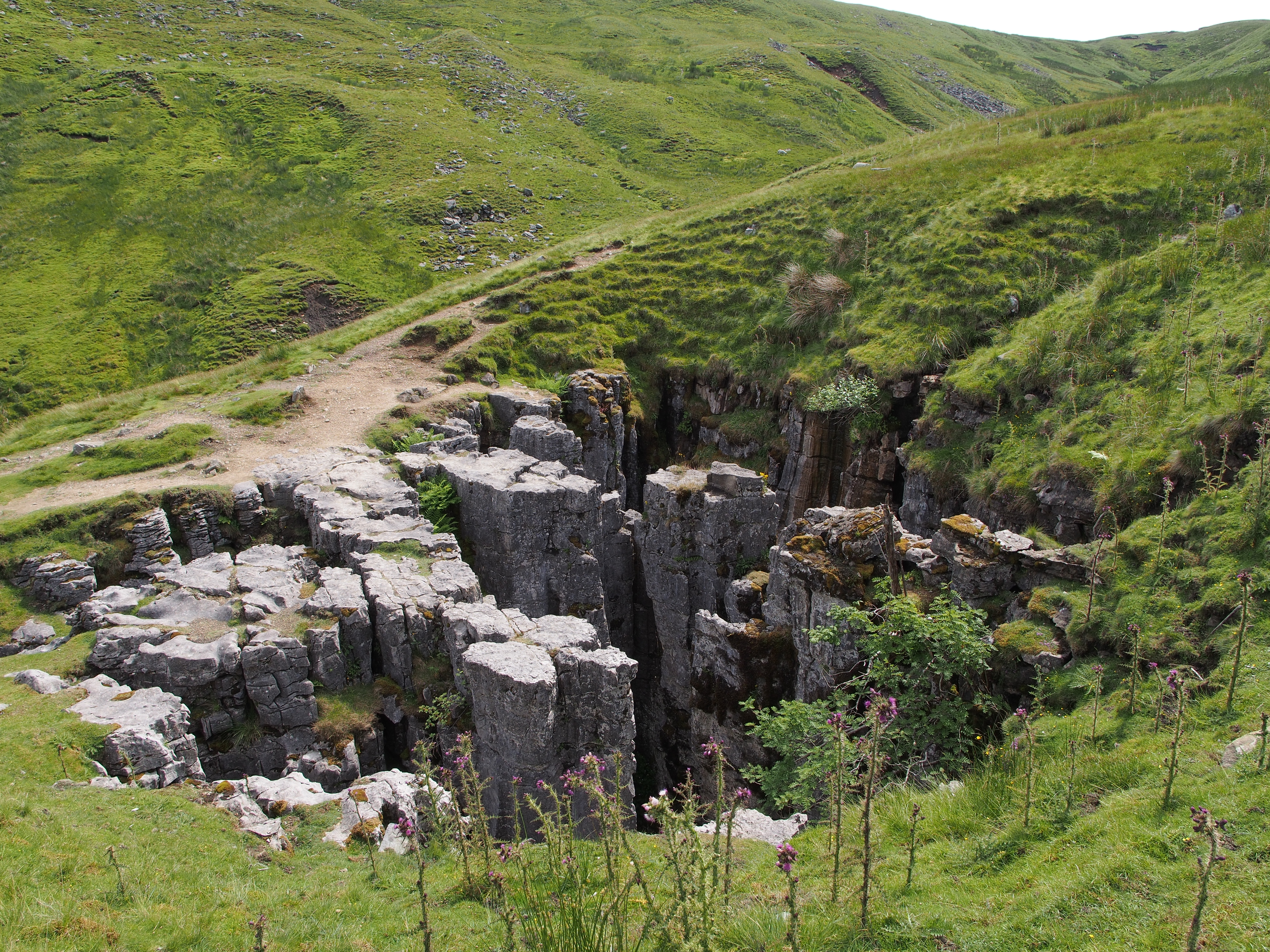
Karstprozesse formten bizarre Klüfte zwischen Swaledale und Wensleydale.
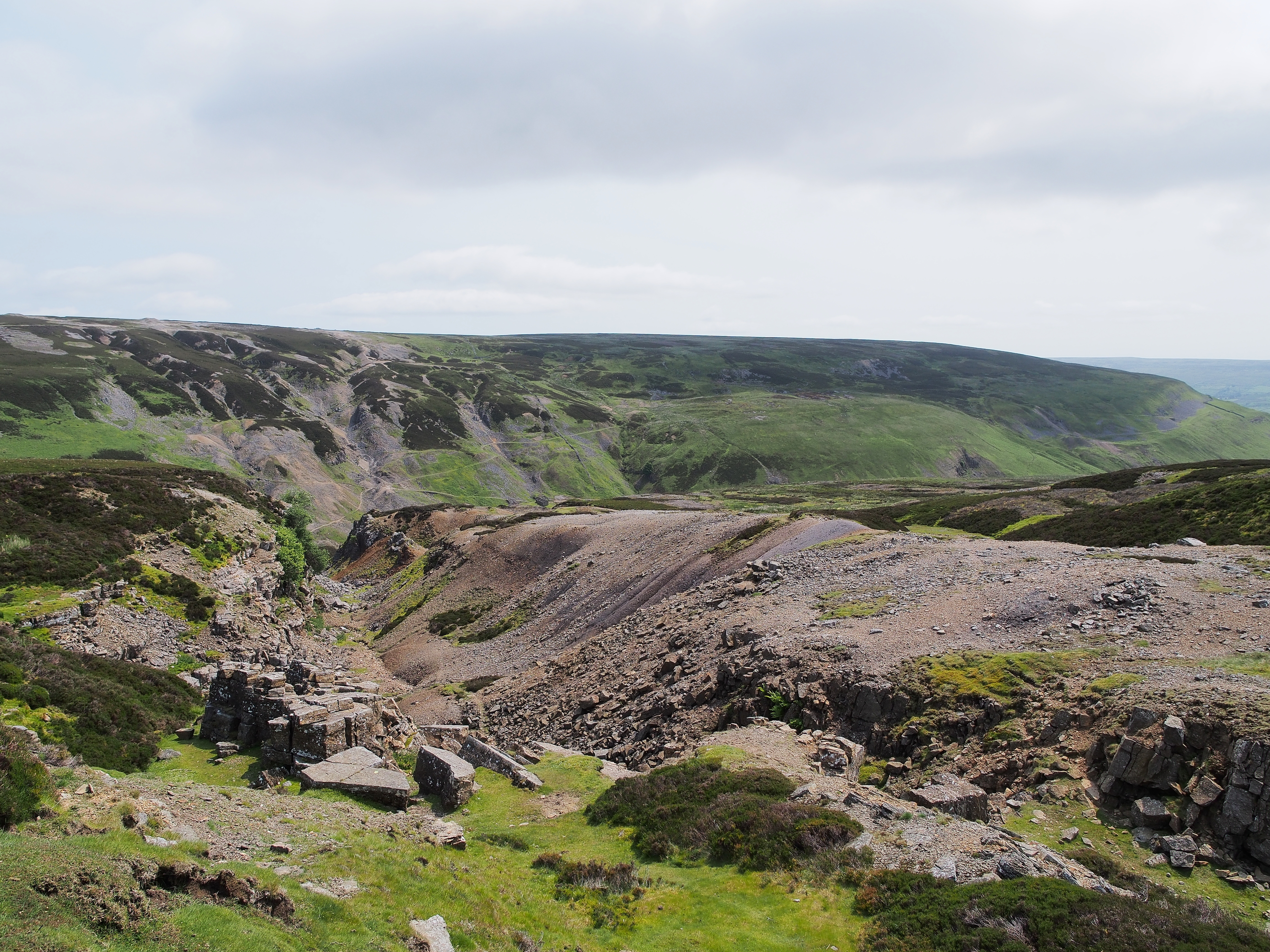
Am Gunnerside Beck, einem Swale-Zufluss, wurde Bleierz im Tagebau gewonnen; die weiten, unbewachsenen Geröllfelder sind noch vorhanden.
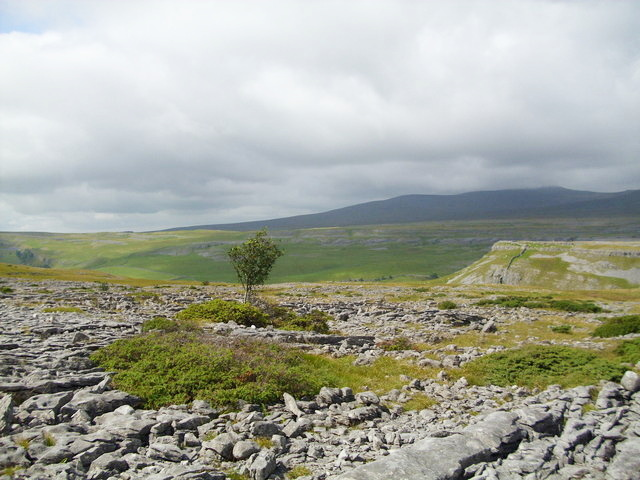
Ein ausgedehntes Kalksteinplateau westlich des Ribblesdale. Was aussieht wie ein Geröllfeld, ist tatsächlich zusammenhängender Fels.
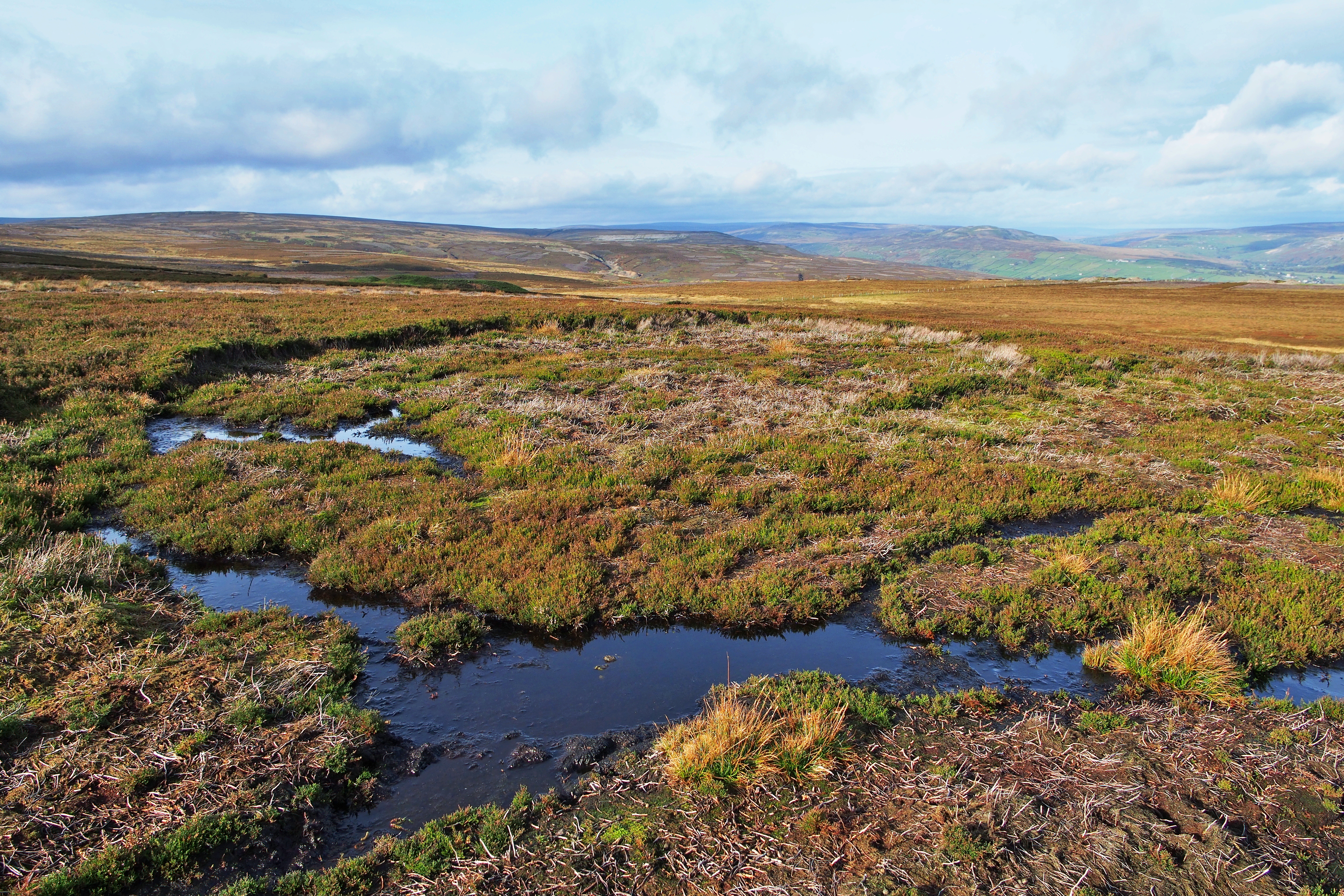
Hochmoor in den moorlands Ende Oktober, im Hintergrund Swale- und Arkengarthdale.
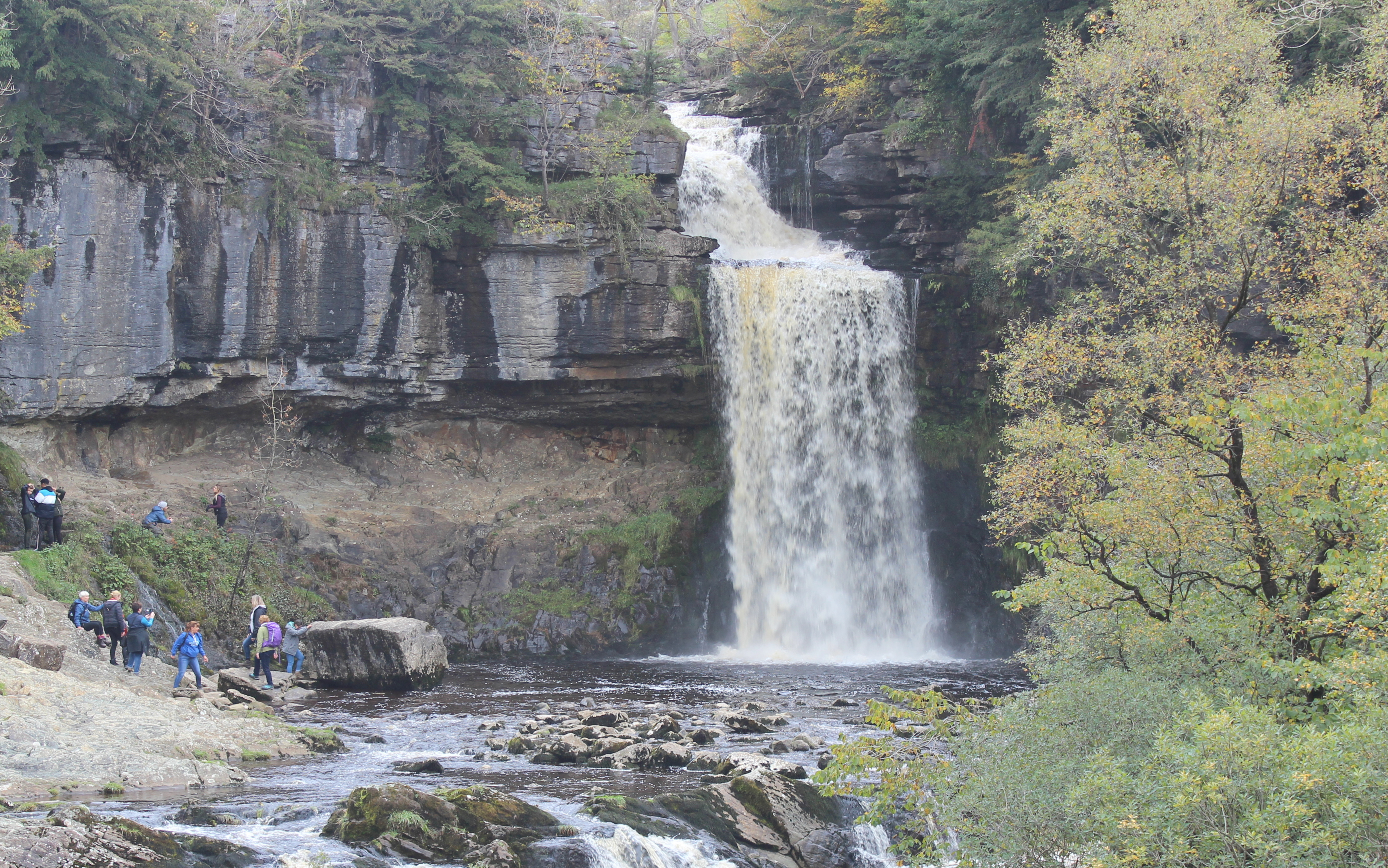
Thornton Force, ein 14 Meter hoher Wasserfall am Fluss Twiss. Die Wasserfälle können vom Ingleton Waterfalls Trail aus gesehen werden.

## Geschichte
Funde in zahlreichen Höhlen weisen auf prähistorische Besiedelung auf dem Gebiet der Yorkshire Dales hin. Auch wurde bereits in der Bronzezeit Landwirtschaft betrieben. Die Römer nutzten einige Bleiminen und legten Höhenwege durch die Pennines an.
Später hinterließen dänische Wikinger ihr sprachliches Erbe. So geht zum Beispiel das Wort „dale“ (ursprünglich „dalr“) auf die Wikinger zurück. Im Mittelalter gewannen Mönchsorden an Einfluss und bauten zahlreiche Abteien. Sie begründeten auch die Wollproduktion. Die Nachfrage nach Naturstein und Marmor führte zu einer wirtschaftlichen Blüte.
Im 17. und 18. Jahrhundert erlebte die Region einen kurzen Aufschwung durch Bleierzgewinnung im Swaledale, Arkengarthdale und Pateley Bridge. Dazu kam ein Textilboom. Viele Hütten richteten eigene Webstühle ein, und die ganze Familie wurde in die Textilproduktion eingebunden. Als moderne Industrieanlagen diese traditionelle Produktionsweise verdrängten, wanderten viele Familien ab, so dass heute in dem ganzen Gebiet nur noch etwa 18.000 Menschen leben.

## Tourismus
Die Yorkshire Dales werden von mehreren Fernwanderwegen durchquert: Pennine Way, Coast to Coast Walk, Dales Way und Pennine Bridleway.
Zahlreiche lokale Wander- und Radwege stehen für kurze Unternehmungen zur Verfügung. Der Herriot Way führt durch Wensleydale und Swaledale auf den Spuren der Fernsehserie Der Doktor und das liebe Vieh. Der Three Peaks Walk stellt für Bergwanderer eine besondere Herausforderung dar.

## Nationalpark

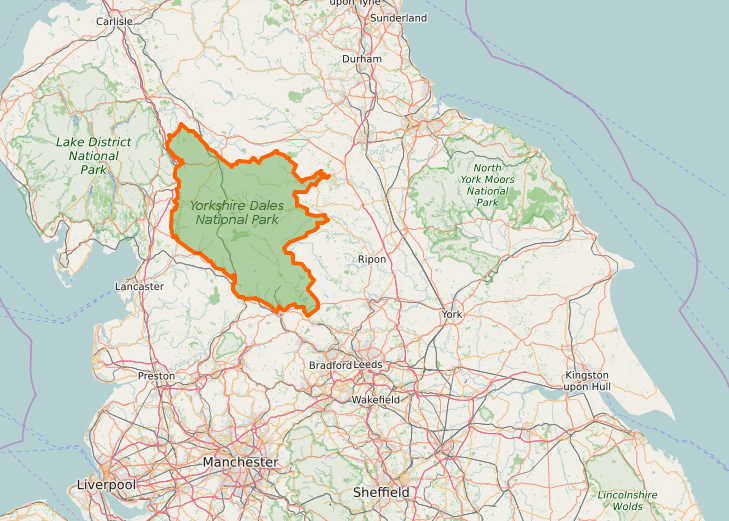
Lage des Nationalparks in Nordengland

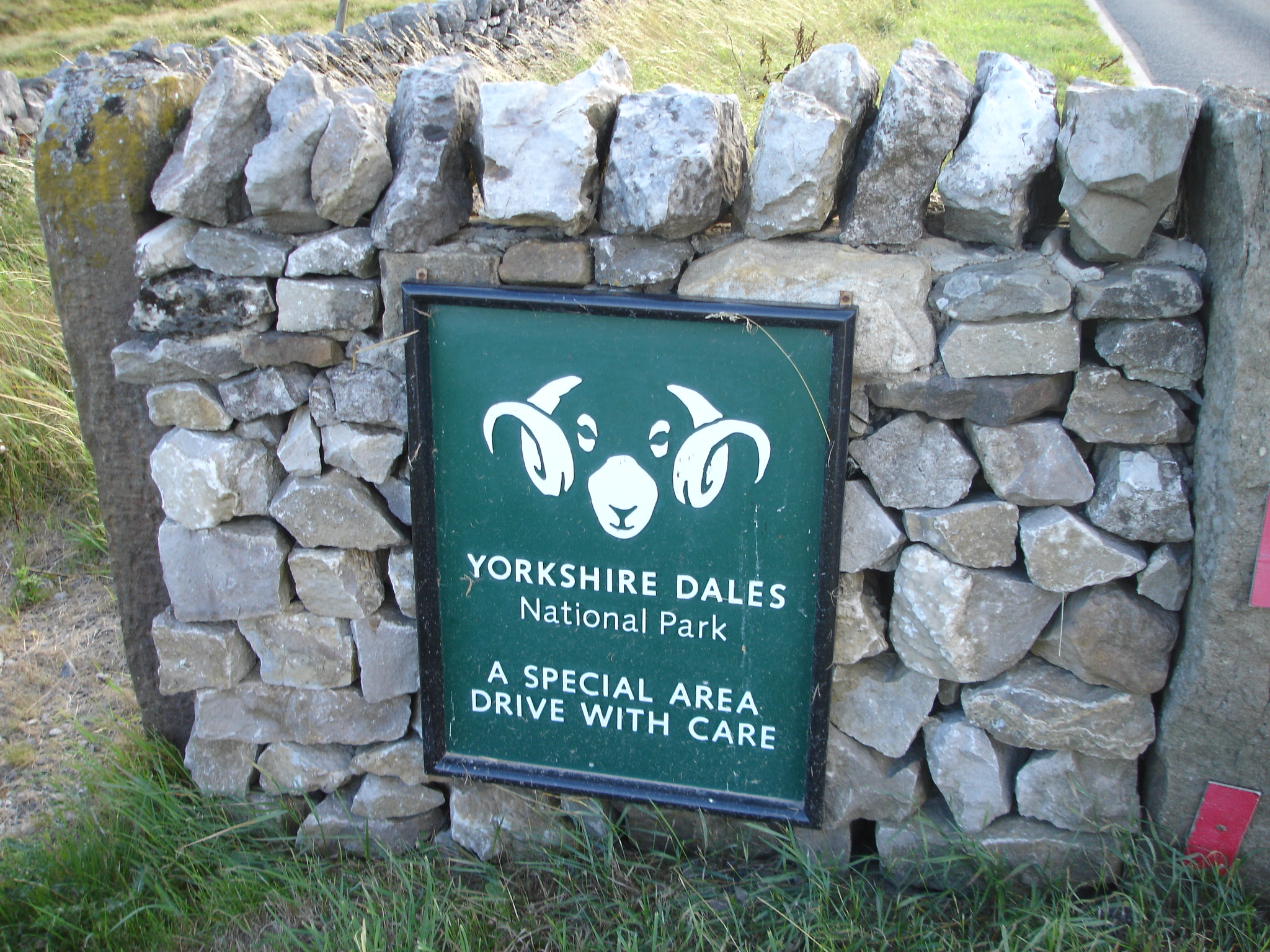
Das Logo des Nationalparks zeigt die Maske eines Swaledale Sheep

Im Jahr 1954 wurde  auf einer Fläche von 1.765 km² der Yorkshire Dales National Park eingerichtet. Der größte Teil dieses Nationalparks liegt in North Yorkshire, allerdings wurde er im August 2016 um rund 260 km² oder 24 % seiner alten Fläche nach Nordwesten ausgeweitet und nahm sowohl Teile des Oberlaufs des River Lune auf, die in Cumbria und Lancashire liegen, als auch Gebiete nordöstlich von Kirkby Lonsdale mit dem Leck Fell, dem höchsten Punkt Lancashires. Seitdem liegen auch die Howgill Fells vollständig im Nationalpark.
Andererseits umfasst der Nationalpark nicht sämtliche Yorkshire Dales. So gehört ihm beispielsweise Nidderdale nicht an, steht allerdings seit 1994 als AONB unter einem ähnlichen Schutzstatus.
Die Zahl der Besucher beträgt pro Jahr mehr als acht Millionen.

## Kulturelle Bezüge
In den Yorkshire Dales spielen die Geschichten des Tierarztes und Schriftstellers James Herriot, die auch als Vorlage für die Fernsehserien Der Doktor und das liebe Vieh und deren Neuverfilmung Der Doktor und das liebe Vieh dienten. Fast alle Außenaufnahmen der Serien wurden in den Yorkshire Dales gedreht.
Der US-amerikanische Reiseschriftsteller Bill Bryson wohnte eine Zeitlang in den Yorkshire Dales und beschrieb sie in seinem Buch Notes from a Small Island. Auch der Roman Das Haus der Schwestern von Charlotte Link spielt in den Dales. So wird etwa das Wensleydale erwähnt.
Die TV-Serie Shaun das Schaf spielt in charakteristischer Yorkshire-Landschaft.
In Harry Potter und die Heiligtümer des Todes – Teil 1 wurden Szenen auf dem Kalksteinplateau der Yorkshire Dales gedreht.

## Liste der Dales
Nebentäler sind durch Pfeile ↑ auf ihr „Muttertal“ gekennzeichnet. Beispiel: Cragdale mündet in Raydale ein, das seinerseits in Wensleydale einmündet.

### Ostseite, zur Nordsee entwässernd, von Nord nach Süd
| Name        | Name            | Name            | Fluss                     | Ortschaften                                      |
| ----------- | --------------- | --------------- | ------------------------- | ------------------------------------------------ |
| Teesdale    | Teesdale        | Teesdale        | River Tees                | Barnard Castle, Mickleton, Middleton-in-Teesdale |
| ↑           | Deepdale        | Deepdale        | Deepdale Beck             |                                                  |
| ↑           | Baldersdale     | Baldersdale     | River Balder              | Baldersdale                                      |
| ↑           | Lunedale        | Lunedale        | River Lune                | Grassholme                                       |
| Swaledale   | Swaledale       | Swaledale       | River Swale               | Reeth, Gunnerside, Muker                         |
| ↑           | Arkengarthdale  | Arkengarthdale  | Arkle Beck                | Langthwaite                                      |
| ↑           | East Stonesdale | East Stonesdale | East Gill                 |                                                  |
| ↑           | West Stonesdale | West Stonesdale | Stonesdale Beck           |                                                  |
| ↑           | Whitsundale     | Whitsundale     | Whitsundale Beck          |                                                  |
| ↑           | Great Sled Dale | Great Sled Dale | Great Sleddale Beck       |                                                  |
| ↑           | Birkdale        | Birkdale        | Birkdale Beck             |                                                  |
| Wensleydale | Wensleydale     | Wensleydale     | River Ure                 | Leyburn, Wensley, Askrigg, Hawes                 |
| ↑           | Colsterdale     | Colsterdale     | River Burn                | Colsterdale                                      |
| ↑           | Coverdale       | Coverdale       | River Cover               | Coverham, Carlton, Horsehouse                    |
| ↑           | Apedale         | Apedale         | Apedale Beck              | Redmire                                          |
| ↑           | Bishopdale      | Bishopdale      | Bishopdale Beck           | Thoralby                                         |
|             | ↑               | Walden Dale     | Walden Beck               | West Burton                                      |
| ↑           | Raydale         | Raydale         | Raydale Beck / River Bain | Bainbridge, Countersett                          |
|             | ↑               | Cragdale        | Cragdale Water            | Stalling Busk                                    |
|             | ↑               | Bardale         | Bardale Beck              | Marsett                                          |
| ↑           | Sleddale        | Sleddale        | Duerley Beck / Gayle Beck | Gayle                                            |
| ↑           | Fossdale        | Fossdale        | Hardraw Beck              | Hardraw                                          |
| ↑           | Widdale         | Widdale         | Widdale Beck              |                                                  |
| ↑           | Cotterdale      | Cotterdale      | Cotterdale Beck           |                                                  |
| Nidderdale  | Nidderdale      | Nidderdale      | River Nidd                | Pateley Bridge, Lofthouse, Middlesmoor           |
| Wharfedale  | Wharfedale      | Wharfedale      | River Wharfe              | Otley, Ilkley, Threshfield, Kettlewell           |
| ↑           | Washburndale    | Washburndale    | Washburn                  | Blubberhouses                                    |
| ↑           | Mossdale        | Mossdale        | Mossdale Beck             |                                                  |
| ↑           | Littondale      | Littondale      | River Skirfare            | Arncliffe, Litton                                |
| ↑           | Langstrothdale  | Langstrothdale  | River Wharfe (Oberlauf)   | Yockenthwaite                                    |
| Airedale    | Airedale        | Airedale        | River Aire                | Keighley, Skipton                                |
| ↑           | Malhamdale      | Malhamdale      | River Aire (Oberlauf)     | Malham                                           |

### Westseite, zur Irischen See entwässernd, von Nord nach Süd
| Name         | Name           | Name           | Fluss                    | Ortschaften                                                                                  |
| ------------ | -------------- | -------------- | ------------------------ | -------------------------------------------------------------------------------------------- |
| Uldale       | Uldale         | Uldale         | River Rawthey (Oberlauf) |                                                                                              |
| Garsdale     | Garsdale       | Garsdale       | Clough River             | Garsdale Station                                                                             |
| ↑            | Grisedale      | Grisedale      | Grisedale Beck           |                                                                                              |
| Dentdale     | Dentdale       | Dentdale       | River Dee                | Gawthrop, Cowside Am oberen Ende liegt die höchstgelegene Bahnstation Englands, Dent Station |
| ↑            | Deepdale       | Deepdale       | Deepdale Beck            |                                                                                              |
| Barbondale   | Barbondale     | Barbondale     | Barbon Beck              | Barbon                                                                                       |
| Lonsdale     | Lonsdale       | Lonsdale       | River Greta              | Burton-in-Lonsdale, Ingleton                                                                 |
| ↑            | Kingsdale      | Kingsdale      | Kingsdale Beck           |                                                                                              |
| ↑            | Twisleton Dale | Twisleton Dale | River Doe                |                                                                                              |
| Crummackdale | Crummackdale   | Crummackdale   | Austwick Beck (Oberlauf) |                                                                                              |
| Ribblesdale  | Ribblesdale    | Ribblesdale    | River Ribble             | Settle, Horton-in-Ribblesdale                                                                |
| ↑            | Silverdale     | Silverdale     |                          |                                                                                              |

## Sehenswürdigkeiten
- Aysgarth-Wasserfälle
- Bolton Castle
- Clapham, Yorkshire
- Cautley Spout Wasserfall
- Gaping Gill
- Grassington
- Hardraw Force
- Hawes
- Horton in Ribblesdale

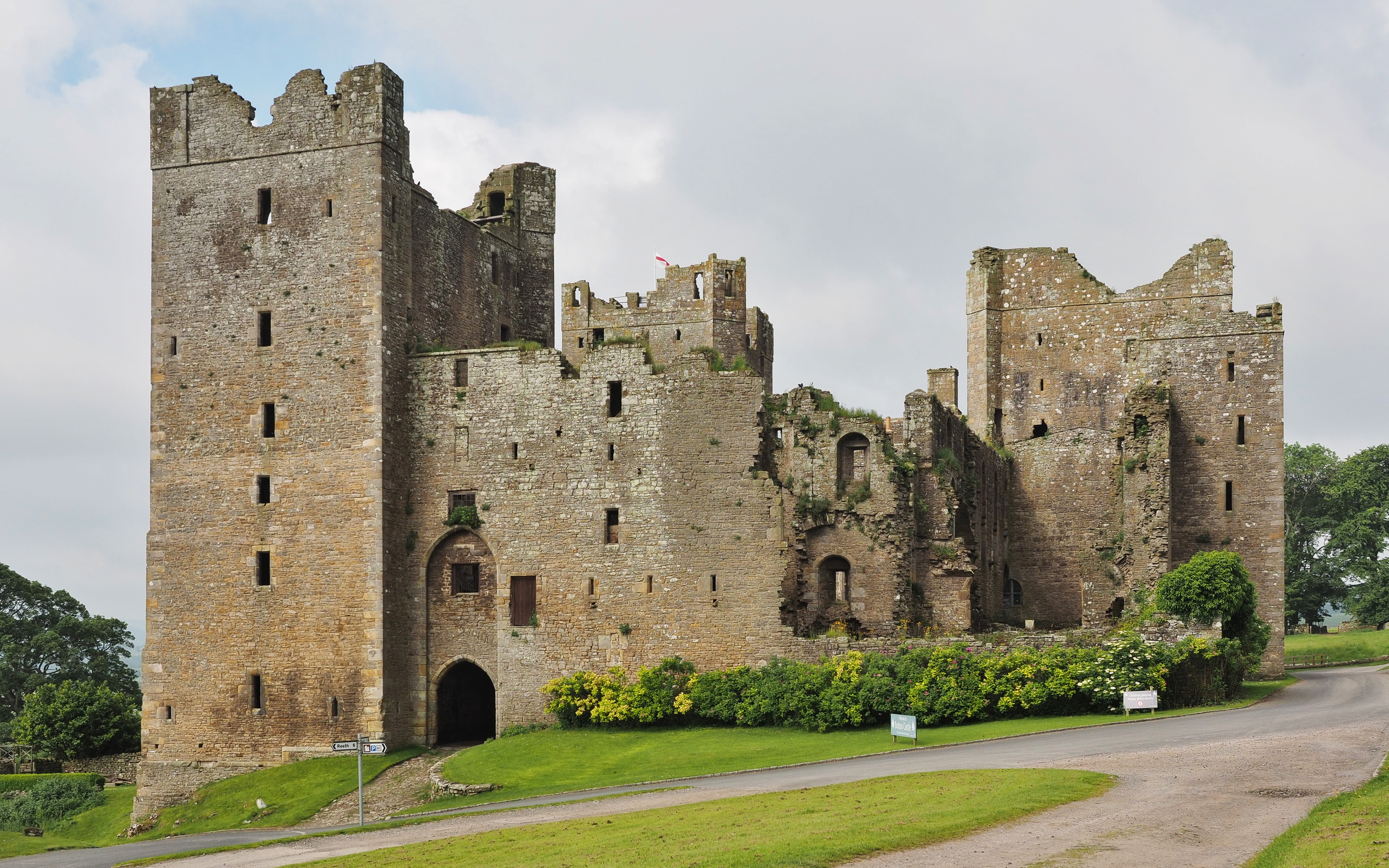
Bolton Castle

- Kisdon-Force-Wasserfall, Swaledale
- Malham
- Reeth
- Sedbergh
- Settle
- Steinkreis von Yockenthwaite
- Yorkshire Three Peaks